# Bdsm

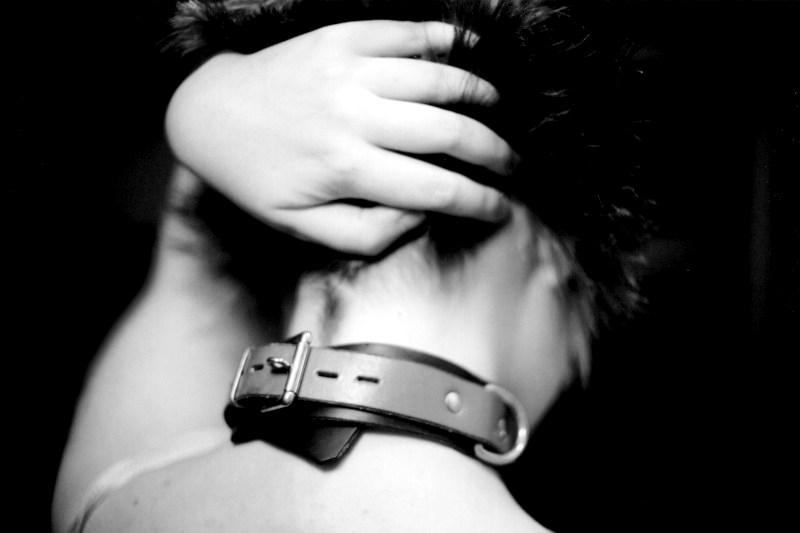
Halsband

BDSM (afkorting voor Bondage and Discipline (BD), Dominance and Submission (DS) en Sadism and Masochism (SM)) is een term voor seksuele voorkeuren en rollenspellen die gebruikmaken van opgelegde fysieke beperkingen, intense zenuwprikkels of het spelen van een machtsspel. BDSM omvat een breed spectrum aan activiteiten, interpersoonlijke relatievormen en subculturen.

## Vormen

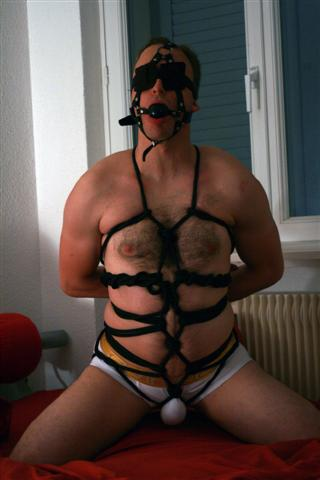
Bondage, Gag & Blinddoek in een slaapkamer.

Bondage is het verminderen van de bewegingsvrijheid van de partner middels bijvoorbeeld touw, boeien of restrictieve kleding. Discipline is het geven van opdrachten, eventueel met echte of gespeelde bestraffing. Dominantie en submissie is het uitoefenen van, of zich onderwerpen aan macht, vaak in de vorm van rollenspel. Sadomasochisme tot slot is het genieten van het veroorzaken (sadisme) of ondergaan (masochisme) van pijn.

## Attributen
Bij BDSM kan gebruik worden gemaakt van speciaal daarvoor gemaakte seksspeeltjes, bijvoorbeeld instrumenten die de vrijheid beperken (zoals halsband, hand- en voetboeien, andreaskruis, touw en mondknevel), penetrerende speeltjes (zoals buttplug, dildo en vibrator), instrumenten om mee te slaan (zoals cane, bullwhip, single tail, plak, gesels), de huid te pijnigen (gesmolten was, elektrospeeltjes zoals elektrische vliegenmepper, laagspanningsapparatuur en violet wand, tepelklemmen) en instrumenten om de huid te doorboren of te besnijden zoals medische naalden, nietpistolen en messen. Ook huishoudelijke objecten kunnen als speeltje worden gebruikt, bijvoorbeeld pollepels, boterkwastjes, uienkam, wasknijpers of ijsblokjes.
In een onderzoek in Vlaanderen door het psychiatrisch onderzoekscentrum van de Universiteit Antwerpen en het Universitair Forensisch Centrum (UZA) werden attributen door beoefenaars als volgt gerangschikt volgens gebruiksfrequentie:
1. ijsblokjes
2. gebruik van blinddoek
3. gebruik van handboeien/touw
4. slaan met zweep
5. gebruik van wasknijpers, tepelklemmen, kaarsvet

## Levenswijze

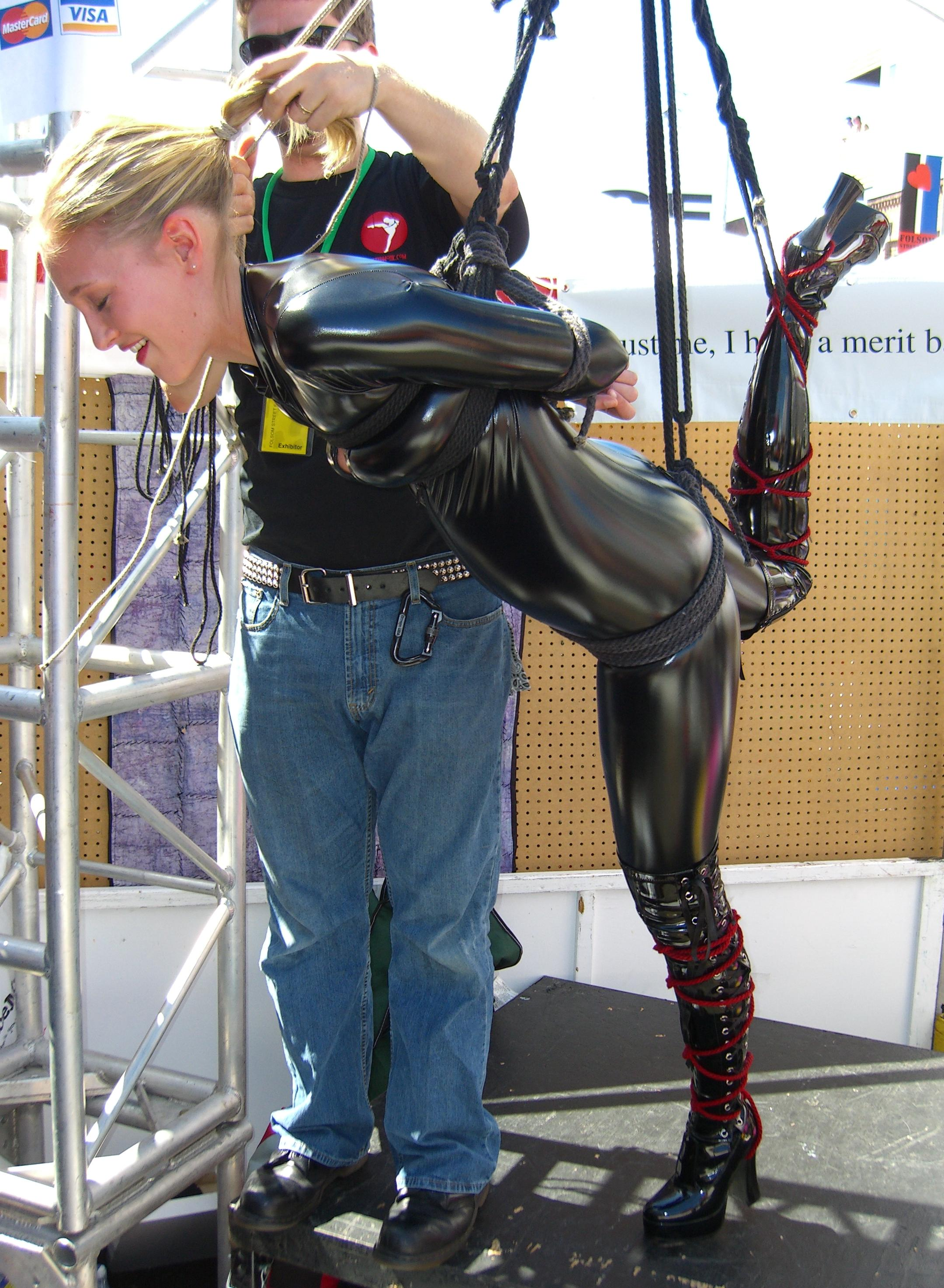
Gedeeltelijke suspensionbondage op een beurs met speciaal daarvoor vervaardigd touw

BDSM kan in slaapkamercontext beoefend worden, maar ook als een levenswijze waarbij het een plaats inneemt in het dagelijks leven. Er bestaan hier verschillende gradaties in. De 24/7-relatie is een relatie waarbij de dom de sub 24 uur per dag, 7 dagen per week domineert, maar zonder dat dit werk, studie en familiebanden al te zeer beïnvloedt. Men houdt hierbij vaak nog wel de mogelijkheid open om als gelijken met elkaar te praten en de sub heeft meestal ook nog wel enige inspraak in wat er wel of niet gebeurt. Een extremere variant is TPE (Total Power Exchange), waarbij de totale macht in handen van de dominant is en hij of zij dus over ieder aspect van het leven van de onderdanige kan beslissen als spel. De sub kan hier ieder moment mee op willen houden en dat moet gerespecteerd worden.

## Veiligheid
Sommige spelvormen brengen (soms forse) risico's met zich mee. Minimaliseren van deze risico's is belangrijk. Enkele gebruikte termen voor aandachtspunten zijn "R5V" (Respect, Vertrouwen, Veiligheid, Verantwoordelijkheid, Voorzichtigheid en Vrijwilligheid), de "3V's" (Veilig, Verantwoord en Vrijwillig, in het Engelse Safe, Sane & Consensual) en RACK (Risk Aware Consensual Kink), waarbij de nadruk ligt op het in ieder geval zich bewust zijn van de risico's die worden genomen.
Er kan een veiligheidscode of stopwoord voor de onderdanige en dominante worden afgesproken waarop de handeling in het spel acuut wordt beëindigd en de onderdanige uit een benarde positie wordt bevrijd. Voor het geven van het stopwoord hoeft geen reden te worden gegeven, de afspraak is dat er op dit teken wordt gestopt. Men kan uit het spel raken, er geen plezier meer aan beleven, er kan iets misgaan dat de ander niet ziet. Het verkeerslicht-systeem is een gebruikelijke reeks stopwoorden.
- Rood - betekent: stop onmiddellijk en ga na hoe het met je partner gaat
- Geel - betekent: rustig aan, wees voorzichtig
- Groen - betekent: het gaat goed, we kunnen beginnen of we kunnen zo verder. Dit kan door iedereen uitgesproken voor het spel kan beginnen, of tijdens het spel, door alle deelnemers.

Er worden ook vooraf grenzen afgesproken worden waarbinnen het spel zich zal bewegen. Wordt door een van de spelers een vooraf afgesproken harde grens overschreden, wordt aangeraden niet meer met deze partner te spelen, tenzij men vaste (sexspeel)partner is. Soms wordt daarbij gebruikgemaakt van een checklist.

## Verenigingen
Er zijn in Nederland een aantal verenigingen waar beoefenaars van BDSM elkaar ontmoeten. De grootste vereniging is de VSSM. Deze is in 1970 opgericht en daarmee de oudste geregistreerde sm-vereniging ter wereld.

## Boeken
- De 120 dagen van Sodom
- Filosofie in het boudoir
- Histoire d'O / Het verhaal van O (Pauline Réage)
- Justine of De tegenspoed der deugdzaamheid / Juliette of De voorspoed van de ondeugd
- Gor
- Vijftig tinten grijs
- Venus in bont

## Tijdschriften
- Slechte Meiden